# Крешимир I
Крешимир I (хорв. Krešimir I; умер в 945 году) — король Хорватии из династии Трпимировичей, правивший в 935—945 годах.
Крешимир наследовал своему отцу Трпимиру II. В ходе своего 10-летнего правления он продолжал курс отца и дяди, Томислава I, на укрепление королевской власти и создание сильной армии. После его смерти королём Хорватии стал его старший сын Мирослав, и почти сразу вспыхнула гражданская война между сторонниками короля Мирослава и его младшего брата Михайло.